# Mérobert
Mérobert és un municipi francès, situat al departament de l'Essonne i a la regió de Illa de França. L'any 2007 tenia 540 habitants.
Forma part del cantó d'Étampes, del districte d'Étampes i de la Comunitat d'aglomeració de l'Étampois Sud-Essonne.

## Demografia

### Població
El 2007 la població de fet de Mérobert era de 540 persones. Hi havia 177 famílies, de les quals 32 eren unipersonals (32 dones vivint soles i 32 dones vivint soles), 36 parelles sense fills, 97 parelles amb fills i 12 famílies monoparentals amb fills.
La població ha evolucionat segons el següent gràfic:
Habitants censats

### Habitatges
El 2007 hi havia 206 habitatges, 187 eren l'habitatge principal de la família, 10 eren segones residències i 9 estaven desocupats. 199 eren cases i 7 eren apartaments. Dels 187 habitatges principals, 166 estaven ocupats pels seus propietaris, 15 estaven llogats i ocupats pels llogaters i 6 estaven cedits a títol gratuït; 6 tenien dues cambres, 21 en tenien tres, 47 en tenien quatre i 113 en tenien cinc o més. 152 habitatges disposaven pel capbaix d'una plaça de pàrquing. A 70 habitatges hi havia un automòbil i a 103 n'hi havia dos o més.

### Piràmide de població
La piràmide de població per edats i sexe el 2009 era:
| Homes | Edats   | Dones |
| ----- | ------- | ----- |
| 0     | 95 o +  | 0     |
| 0     | 90 a 94 | 0     |
| 4     | 85 a 89 | 8     |
| 0     | 80 a 84 | 0     |
| 8     | 75 a 79 | 32    |
| 4     | 70 a 74 | 4     |
| 4     | 65 a 69 | 0     |
| 0     | 60 a 64 | 0     |
| 0     | 55 a 59 | 4     |
| 28    | 50 a 54 | 32    |
| 32    | 45 a 49 | 12    |
| 20    | 40 a 44 | 16    |
| 20    | 35 a 39 | 16    |
| 12    | 30 a 34 | 28    |
| 8     | 25 a 29 | 12    |
| 4     | 20 a 24 | 0     |
| 32    | 15 a 19 | 20    |
| 20    | 10 a 14 | 20    |
| 12    | 5 a 9   | 28    |
| 16    | 0 a 4   | 8     |

## Economia
El 2007 la població en edat de treballar era de 360 persones, 290 eren actives i 70 eren inactives. De les 290 persones actives 272 estaven ocupades (152 homes i 120 dones) i 17 estaven aturades (7 homes i 10 dones). De les 70 persones inactives 18 estaven jubilades, 33 estaven estudiant i 19 estaven classificades com a «altres inactius».

### Ingressos
El 2009 a Mérobert hi havia 198 unitats fiscals que integraven 535,5 persones, la mediana anual d'ingressos fiscals per persona era de 21.697 €.

### Activitats econòmiques
Dels 21 establiments que hi havia el 2007, 2 eren d'empreses de fabricació d'altres productes industrials, 6 d'empreses de construcció, 1 d'una empresa de comerç i reparació d'automòbils, 4 d'empreses de transport, 1 d'una empresa d'hostatgeria i restauració, 1 d'una empresa d'informació i comunicació, 1 d'una empresa financera, 2 d'empreses immobiliàries i 3 d'empreses de serveis.
Dels 7 establiments de servei als particulars que hi havia el 2009, 1 era un taller de reparació d'automòbils i de material agrícola, 3 paletes, 1 lampisteria, 1 electricista i 1 empresa de construcció.
L'any 2000 a Mérobert hi havia 15 explotacions agrícoles que ocupaven un total de 1.210 hectàrees.

## Equipaments sanitaris i escolars
El 2009 hi havia una escola elemental integrada dins d'un grup escolar amb les comunes properes formant una escola dispersa.

## Poblacions més properes
El següent diagrama mostra les poblacions més properes.